# Le Saint-Sauveur
Le Saint-Sauveur était un bar situé dans le quartier de Ménilmontant, dans le 20e arrondissement de Paris, et un lieu emblématique du mouvement red-skinhead, de l'extrême gauche antifasciste et libertaire parisienne entre 2006 et 2025.

## Historique

### Fondation
Le Saint-Sauveur est ouvert en 2006, au 11 rue des Panoyaux, par Julien Terzics, propriétaire du lieu. Ce dernier, mort en juillet 2024, était une figure emblématique de l’antifascisme parisien, un des anciens leaders des Redskins de la capitale dans les années 80, notamment de la bande des Red Warriors. Il a ensuite fondé le groupe de Street punk / oi! Brigada Flores Magón, fer de lance de la scène redskin depuis la fin des années 1990.
Par son décorum et les musiques alternatives qui y sont diffusées, le bar cultive l'ambiance  punk et rock 'n' roll qui le caractérise depuis l'origine.
Les militants et sympathisants de l'extrême gauche en font leur « quartier général » parisien.

### Première fermeture administrative (janvier 2020)
Du 21 au 30 janvier 2020, une fermeture administrative est ordonnée par la préfecture de police pour une durée de neuf jours en raison d'un « tapage nocturne récurrent ».
Julien Terzics parle quant à lui de mesure politique et appelle à la solidarité,.

### Attaque par les «Zouaves» (juin 2020)
Le 4 juin 2020, le bar est la cible d'une attaque revendiquée par le groupuscule d'extrême droite les « Zouaves Paris », émanation du GUD,. Selon le communiqué officiel du bar : 
« Il y avait sur la place beaucoup de monde, des habitués du bar, des habitants du quartier, des passants, des enfants… quand, peu après 21 heures, un groupe d'une vingtaine d'individus a surgi du haut de la rue, armé de manches de pioche, et s'est rué sur les gens attablés »
Le groupe d'assaillants est finalement repoussé et s'enfuit, poursuivi par des jeunes du quartier, après avoir provoqué quelques dégâts matériels. L'attaque a eu lieu la veille de l'anniversaire de la mort de l'antifasciste parisien Clément Méric,,,,,,.
Le 15 janvier 2021, une partie des assaillants est jugée en correctionnelle. Le procès est finalement reporté au 12 novembre. À cette occasion, six et dix mois de prison sont requis contre deux militants d'ultra-droite. Le 5 janvier 2022, le groupuscule les Zouaves Paris est officiellement dissout.

### Seconde fermeture administrative (août 2020)
Le 13 août 2020, le préfet de police de Paris Didier Lallement ordonne la fermeture du Saint-Sauveur pour deux semaines. Parmi les motifs reprochés, des nuisances sonores présentées comme récurrentes, ainsi que l'attaque par l'extrême droite du 4 juin 2020. Au terme des deux semaines, le 27 août, la fermeture est prolongée. 
Danielle Simonnet, élue du 20e arrondissement et conseillère de Paris (LFI), soutient le bar et parle de harcèlement. Les nombreuses protestations finissent par avoir raison de la fermeture administrative, dont la prolongation avait été jugée largement arbitraire[Par qui ?].

### Fermeture définitive (4 janvier 2025)
Le Saint-Sauveur est mis en vente et ferme définitivement ses portes dans la nuit du samedi 4 au dimanche 5 janvier 2025,
.